# Hipólito Gomes Brasil
Monsenhor Hipólito Gomes Brasil (Aracati, 6 de junho de 1822 — Fortaleza, 22 de outubro de 1899) foi sacerdote católico, latinista e político brasileiro. Foi o segundo vigário-geral de Fortaleza.

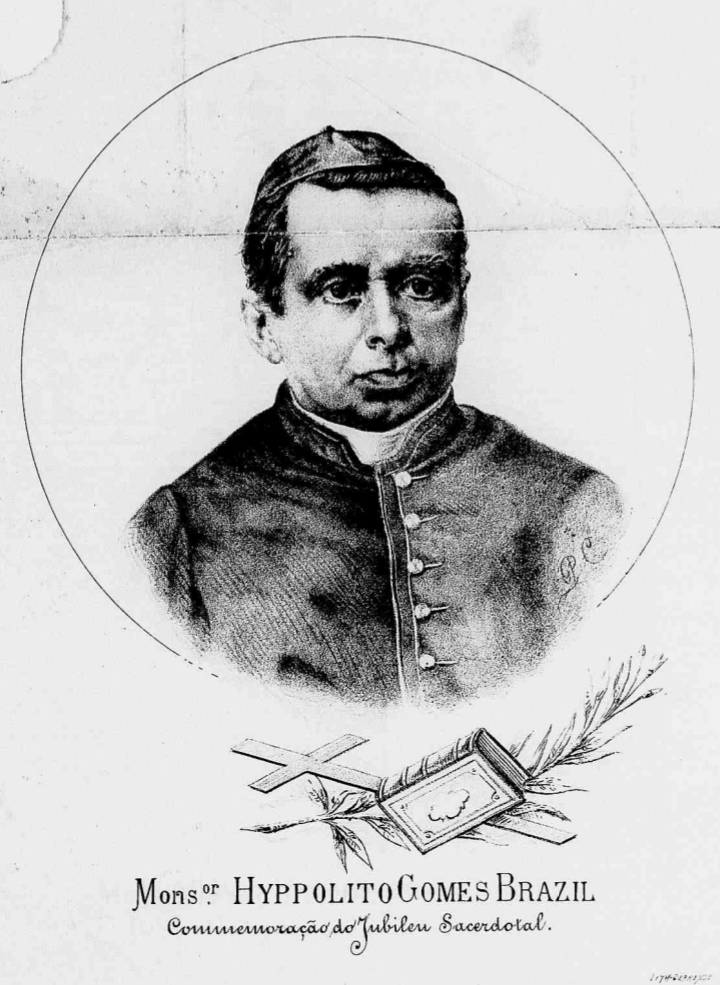
Hipólito Gomes Brasil

## Biografia
Nasceu na vila de Aracati, na província do Ceará, filho do coronel Joaquim Gomes Brasil e de Inácia da Purificação Brasil, através de quem, era primo-irmão do Dr. Francisco José de Matos.
Após concluir os estudos preparatórios em sua terra natal, entrou para o seminário de Olinda e recebeu a ordem de presbítero do bispo D. João da Purificação Marques Perdigão, em 29 de setembro de 1845.
De volta ao Ceará, concorreu e foi nomeado à cátedra de latim da cidade de Granja, sendo, em 1852, removido para cargo idêntico no Liceu, em Fortaleza.
Instalada a Diocese do Ceará, foi nomeado promotor eclesiástico. Foi governador do bispado por muitas vezes e desempenhou, desde sua criação, as funções de vigário-geral e provisor do bispado.
Foi vereador da Câmara Municipal de Fortaleza e diretor da Instrução Pública, nos anos de 1865 a 1868, e segundo vice-presidente da província, em 1884.
Com a transferência do bispo D. Luís Antônio dos Santos para o arcebispado da Bahia, foi feito vigário capitular e, nesta qualidade, empossou o segundo bispo do Ceará, D. Joaquim José Vieira. Em 1881, foi agraciado com as honras de prelado doméstico pelo papa Leão XIII.
Faleceu aos 78 anos de idade em Fortaleza.